# Nhóm ngôn ngữ Nam Bantu
Nhóm ngôn ngữ Nam Bantu là một nhóm ngôn ngữ lớn thuộc nhóm ngôn ngữ Bantu, phần lớn được xác nhận trong Janson (1991/92). Chúng gần như tương tự với Bantu zone S của Guthrie; nhưng phân loại của Guthrie là dựa trên địa lý chứ không dựa trên đặc điểm ngôn ngữ. Nhóm Nam Bantu bao gồm tất cả các ngôn ngữ Bantu quan trọng tại Nam Phi, Botswana, Lesotho, Swaziland và Mozambique; ngoài ra còn có tiếng Lozi ở Zambia và Namibia và tiếng Ngoni ở Zambia, Tanzania và Malawi.

## Ngôn ngữ
Các nhóm con theo phân loại Guthrie (có mã kèm theo).
- Makua (P30)
  - Makhuwa
  - Koti
  - Sakati (Nathembo)
  - Lomwe
  - Chuwabu
  - Moniga
- Chopi (S60)
  - Chopi
  - Guitonga
- Nhóm ngôn ngữ Nguni (S40)
  - Zunda
    - Xhosa
    - Zulu
    - Ndebele
      - Tiếng Bắc Ndebele (Ndebele Zimbabwe)
      - Tiếng Nam Ndebele

  - Tekela
    - Swati
    - Phuthi
    - Ndebele Sumayela (Ndebele Transvaal Bắc)
    - Lala
    - Bhaca
    - Hlubi
    - Nhlangwini
- Sotho–Tswana (S30 + K20):
  - Tswana ("Tây Sotho")
  - Birwa
  - Tswapong
  - Kgalagadi
  - Sotho
    - Tiếng Bắc Sotho (Sepedi)
    - Tiếng Sotho (Sesotho)
    - Tiếng Đông Zulu (Pulana, Khutswe và Pai)
    - Tiếng Lozi
- Tswa–Ronga (S50):
  - Tsonga
  - Ronga
  - Tswa
- Tiếng Venda (S20)

## Hệ thống chữ viết
Ngoài bảng chữ cái Latinh được sử dụng phổ biến nhất, hệ thống Ditema tsa Dinoko cũng được sử dụng. Nó còn được gọi là hệ thống chữ viết Isibheqe Sohlamvu ("hệ âm tự Bheqe") và là một hệ thống chữ viết đặc trưng, có đặc điểm tương tự Hangul. Nó có thể dùng để viết tất cả ngôn ngữ Nam Bantu (siNtu).